# Le Christ vert (Denis)
Pour les articles homonymes, voir Le Christ vert.
Le Christ vert est un tableau réalisé par le peintre français Maurice Denis en mai 1890. De format vertical, cette petite huile sur carton est une peinture chrétienne qui représente le Christ sur la Croix, sans qu'il soit possible déterminer s'il s'agit effectivement de la Crucifixion ou simplement d'un crucifix reproduisant cette scène biblique. De fait, elle figure Jésus à la manière d'une silhouette verte sur une sorte de croix jaune dont le centre se distingue devant une tache rouge, mais dont les bouts se confondent avec l'arrière-plan, de la même couleur qu'elle. À son pied, où poussent quelques fleurs blanches, des figures semblent pouvoir être isolées, qu'il s'agisse d'anges, de saints du Nouveau Testament ou même de processionnaires autour d'un calvaire, tel que celui du Christ vert de Paul Gauguin. Achetée en 2020, l'œuvre est conservée au musée d'Orsay, à Paris.

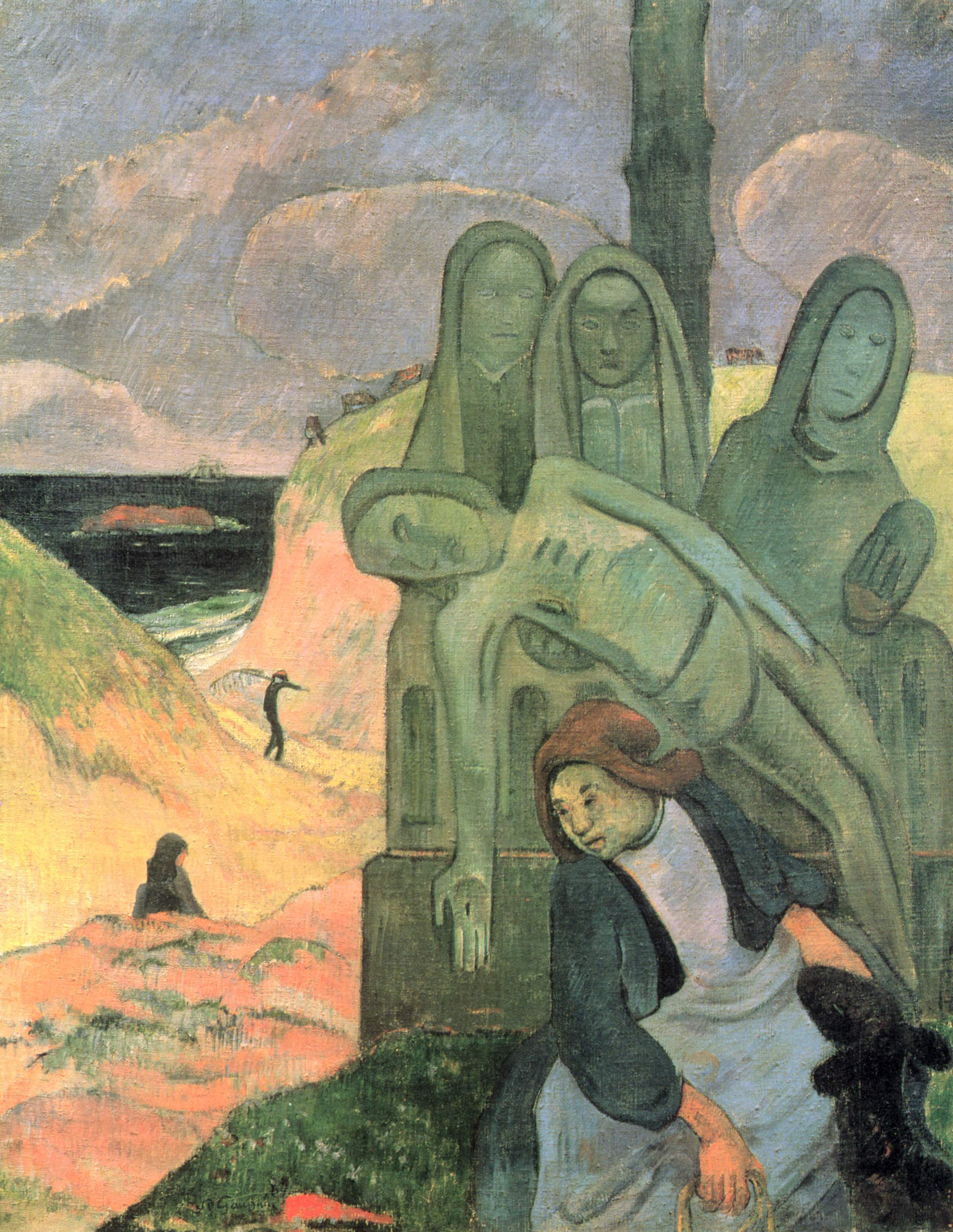
Paul Gauguin, Le Christ vert, 1889 – Musées royaux des Beaux-Arts de Belgique, Bruxelles.